# Cmentarz św. Rocha w Białymstoku
Cmentarz św. Rocha w Białymstoku – jedna z najstarszych białostockich nekropolii.

## Lokalizacja
Cmentarz rzymskokatolicki położony w Białymstoku na osiedlu Wysoki Stoczek u zbiegu ul. Antoniuk Fabryczny oraz al. Konstytucji 3 Maja. Nekropolia wyróżnia się zróżnicowanym ukształtowaniem terenu.

## Historia
Nowo otwarty cmentarz został poświęcony w 1937 roku. Najstarsze nagrobki pochodzą z roku 1927 i zlokalizowane są w środkowej, najstarszej części nekropolii. Pierwszą kaplicę na cmentarzu św. Rocha zbudowano w 1946 roku. Po kolejnym pożarze kościółka (kaplicy) pw. św. Kazimierza, który miał miejsce 14 czerwca 1999, już 14 października rozpoczęto budowę nowego kościoła według projektu inż. arch. Michała Bałasza na cmentarzu św. Rocha, którego budowę zakończono w 2004. Neobarokowa budowla z elementami neorenesansowymi i secesyjnymi posiada wyniosłą elipsoidalną kopułę widoczną w panoramie tej części miasta.
W październiku 2008 roku metropolita białostocki abp Edward Ozorowski dokonał aktu przeniesienia własności cmentarza z parafii św. Rocha do nowo utworzonej parafii Wszystkich Świętych.

## Pochowani na cmentarzu
Wśród pochowanych na cmentarzu znajdują się żołnierze oraz wybitni przedstawiciele świata kultury, sztuki i polityki.
Obecnie istnieje możliwość skorzystania z wyszukiwarki osób zmarłych, pochowanych na cmentarzu św. Rocha.